# Георги Благоев
Георги Попблагоев (Благоев) Гошев (изписване до 1945 година: Георги попъ Благоевъ) е български общественик и дарител от Македония.

## Биография
Константин Благоев е роден през 1881 година в кайлярското село Ракита, Османската империя, днес Олимбиада, Гърция. Брат е на Никола Благоев и Константин Благоев. Работи като български учител и чиновник в министерството на външните работи.
На 6 февруари 1928 година Георги Благоев и съпругата му Мария Благоева (? – 1934), учителка във Втора софийска девическа гимназия, даряват 20 000 лева. за образуване на фонд в памет на починалата им дъщеря Верка, от чиито годишни лихви да се купуват учебници, книги и помагала на бедни ученици от училище „Тодор Минков“ в София. На 11 април 1932 година добавят още 5000 лева и разширяват предназначението на фонда – и за дрехи и обувки на бедните ученици. След смъртта на съпругата си, на 8 април 1936 година Благоев дарява за фонда още 25 000 лева.
На 17 декември 1930 г. лагоеви даряват 10 000 лева за образуване на фонд, с чиито годишни лихви да се издържат децата от сиропиталище „Отец Паисий“ в София или, ако то се закрие от сиропиталище „Битоля“ или някое друго софийско сиропиталище. На 22 януари 1937 г. Благоев внася още 15 000 лева във фонда. На 24 ноември 1937 г. Благоев дарява 25 000 за образуване на трети фонд, с чиито годишни лихви да се издържат децата от сиропиталище „Княгиня Евдокия“ в София, а на 8 март 1939 г. Благоев дарява 25 000 за образуване на четвърти фонд, с чиито годишни лихви да се подпомагат бедните ученици и ученички от Основно училище „Патриарх Евтимий“ в София.
Георги Благоев умира в 1947 година в София.
Лихвите на четирите фонда „Верка Г. Благоева“ се използват съгласно волята на дарителите. През 1947 г. министерството на народното просвещение слива фондовете в един, който към 1 януари 1947 г. възлиза на 292 300 лева. Фондът е закрит през 1948 г. с вливането на средствата от фонд „Завещатели и дарители“ при министерството на народното просвещение в държавния бюджет. 